# قسم قوريغل الريفي (مقاطعة بستان أباد)
قسم قوریغل الريفي (بالفارسية: دهستان قوریگل) هي منطقة ريفية تقع في إيران في قسم. يقدر عدد سكانها بـ 10,903 نسمة .